# Brzeziny Wielkie
Brzeziny Wielkie – część miasta Częstochowy należąca do dzielnicy Błeszno. Położona nad Brzezinką.
Od 1969 roku w Brzezinach Wielkich funkcjonuje rzymskokatolicka parafia Wniebowstąpienia Pańskiego.
W latach 1954–1961 miejscowość była siedzibą gromady Brzeziny Wielkie. Później należała do gminy Poczesna. Do Częstochowy została włączona 1 stycznia 1977 roku.
W 1928 roku rolnik Leopold Morzyk został odznaczony Brązowym Krzyżem Zasługi za „zasługi na polu społecznym i samorządowym”.